# 镇康溲疏
镇康溲疏（学名：Deutzia aspera var. fedorovii）为虎耳草科溲疏属下的一个变种。

## 扩展阅读
- 維基物種上的相關：镇康溲疏